# Lucas Hamilton
Lucas Hamilton (Città Rurale di Ararat, 12 febbraio 1996) è un ciclista su strada australiano che corre per il team Ineos Grenadiers. Ha caratteristiche di scalatore, ed è professionista dal 2017.

## Palmarès
- 2014 (Juniores)

Campionati oceaniani, Prova in linea Juniores
Campionati australiani, Prova in linea Juniores
- 2017 (Mitchelton-Scott/Australia, tre vittorie)

Campionati oceaniani, Prova in linea
5ª tappa, 2ª semitappa Giro d'Italia Under-23 (Campocavallo > Campocavallo, cronometro)
Classifica generale Tour Alsace
- 2019 (Mitchelton-Scott, due vittorie)

Classifica generale Settimana Internazionale di Coppi e Bartali
4ª tappa Czech Cycling Tour (Mohelnice > Šternberk)
- 2020 (Mitchelton-Scott, una vittoria)

4ª tappa Tirreno-Adriatico (Terni > Cascia)

### Altri successi
- 2016 (Jayco-AIS/Australia)

Classifica scalatori Tour de l'Avenir
- 2017 (Mitchelton-Scott/Australia)

1ª tappa, 1ª semitappa Toscana Terra di Ciclismo Eroica (Cinigiano > Cinigiano, cronosquadre)
Classifica scalatori Tour Alsace
Classifica giovani Tour Alsace
- 2018 (Mitchelton-Scott)

1ª prova Hammer Stavanger
2ª prova Hammer Stavanger
3ª prova Hammer Stavanger
Classifica finale Hammer Stavanger
Classifica finale Hammer Hong Kong
- 2019 (Mitchelton-Scott)

1ª tappa, 1ª semitappa Settimana Internazionale di Coppi e Bartali (Gatteo a Mare > Gatteo, cronosquadre)
Classifica giovani Settimana Internazionale di Coppi e Bartali
1ª tappa Czech Cycling Tour (Ostrava, cronosquadre)
- 2020 (Mitchelton-Scott)

1ª tappa Czech Cycling Tour (Uničov, cronosquadre)

## Piazzamenti

### Grandi Giri
- Giro d'Italia

2019: 25º
2020: non partito (10ª tappa)
2022: 13º
2025: 47º
- Tour de France

2021: ritirato (13ª tappa)
- Vuelta a España

2021: 54º
2022: 78º

### Classiche monumento
- Milano-Sanremo

2024: 118º
- Liegi-Bastogne-Liegi

2021: 74º
- Giro di Lombardia

2020: ritirato
2023: 122º

### Competizioni mondiali
- Campionati del mondo

Ponferrada 2014 - In linea Juniores: ritirato
Doha 2016 - In linea Under-23: ritirato
- Giochi olimpici

Tokyo 2020 - In linea: 71º